# Galerie Rüdiger Schöttle

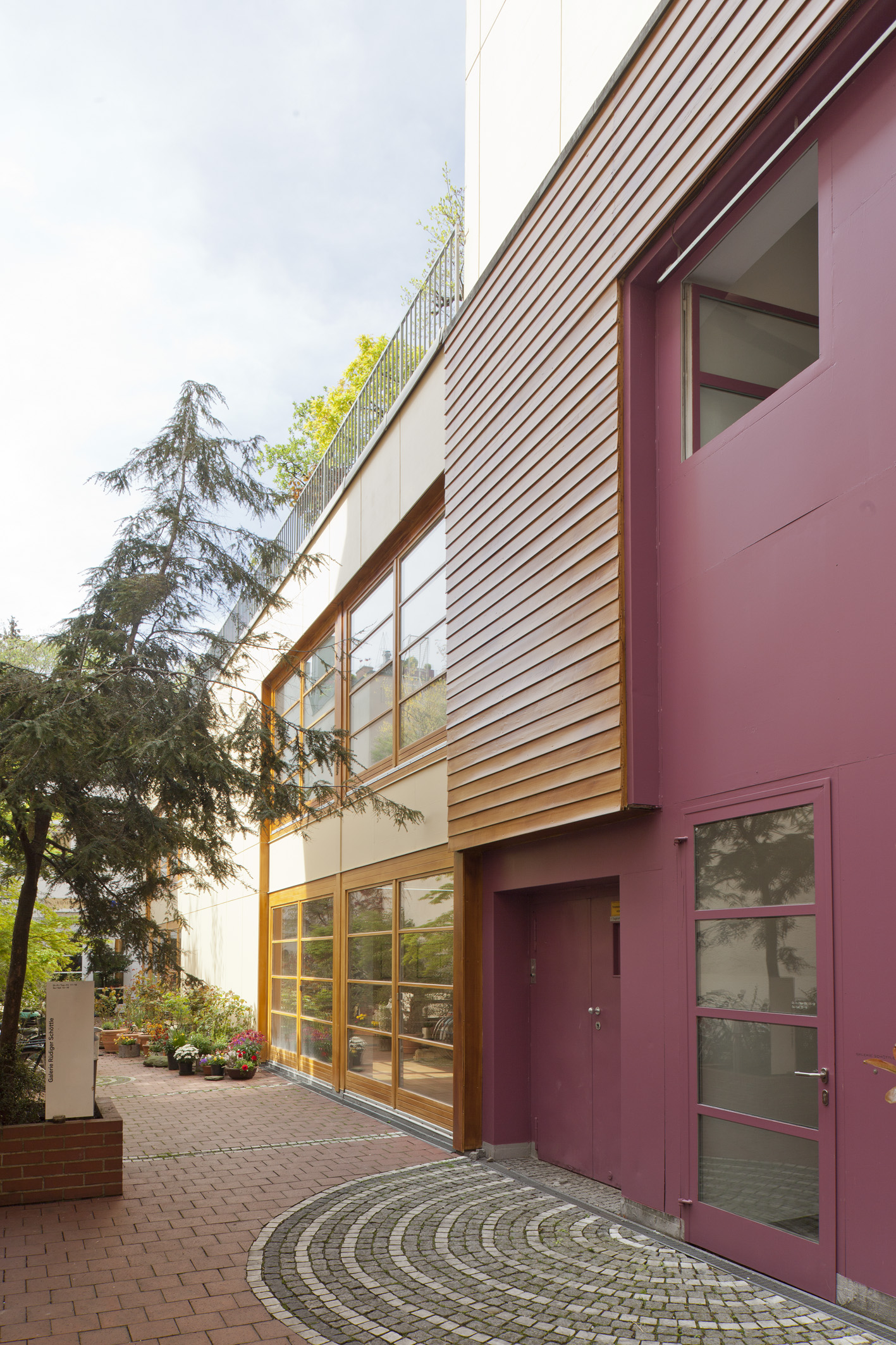
Eingang der Galerie Rüdiger Schöttle in der Amalienstraße, München. Foto: Wilfried Petzi, 2016.

Die Galerie Rüdiger Schöttle wurde 1968 gegründet, ihre Räume befinden sich seit 2002 in der Amalienstraße der bayerischen Landeshauptstadt München. Zuvor befanden sich die Galerieräume in der Prinzregentenstraße und anschließend in der Martiusstraße in München.

## Geschichte
Anfang der 1970er Jahre befasste sich die Galerie Rüdiger Schöttle mit Avantgarde-Kunst und der darin angelegten Bildkritik. Als Galerist, Kurator und Essayist verfolgte der Inhaber in den 1980er und 1990er Jahren ein Programm, das sich der Rückkehr des Narrativen und der Neubewertung von Bildern öffnete. Er konzipierte Ausstellungen wie Louis XIV tanzt und Theatergarten Bestiarium, die in den USA und Europa gezeigt wurden.
Durch barocke Repräsentation und historische Formen der Öffentlichkeit brachte er ein gegen Geschichtsvergessenheit gerichtetes Moment in den Diskurs ein. Das Programm entwickelte sich in intellektueller Auseinandersetzung und in Zusammenarbeit mit Künstlern wie Dan Graham.
Früh wurden Künstler wie Günther Förg, Lawrence Weiner, James Coleman oder Thomas Ruff gezeigt und gefördert. Mit der Galerie entstand ein Forum für zeitgenössische Kunst, das eine Reihe von Künstlern zum ersten Mal mit einer Einzelausstellung vorstellte. Rüdiger Schöttle hat sich in seiner Galeriearbeit immer wieder auf harte Brüche und Richtungswechsel eingelassen. Anfang der siebziger Jahre trennte er sich von Künstlern aus den Reihen des Wiener Aktionismus, weil er mit deren Expression nicht viel anfangen konnte. Es folgte die Konzeptkunst, etwa zu On Kawara oder Joseph Kosuth. Dieser Ansatz prägt mit Künstlern wie Thomas Struth, Candida Höfer oder Goshka Macuga auch heute das Profil der Galerie.
Konzeptuelle Inhalte und Reflexion des Kontextes stellen eine generationen- und medienübergreifende Verbindung zwischen den Künstlern dar. Neben den realen Werken führen sie zu theoretischen Auseinandersetzungen, die den Entstehungsprozess ihrer Arbeiten begleiten.
In den 1980er Jahren wurde unter Einbezug von Malerei und Fotografie das darstellende bzw. erzählerische Moment bedeutsamer. Bei den Fotoarbeiten von Jeff Wall, Thomas Struth, Thomas Ruff oder bei den Filmen von Rodney Graham beinhaltet das Bildmedium neben seinen abbildenden und die Faszination der Betrachter einbeziehenden Möglichkeiten auch eine analysierende und aufklärerische Distanz. Fragen zur Konstruktion von Identität, dem Zusammenhang von Erinnerung und Geschichte, Situationen und Orten gehen z. B. die Arbeiten Candida Höfers und James Colemans, die Filminstallationen Anri Salas und David Claerbouts nach.

## Ausstellungen (Auswahl)
- 2019 Janis Avotins / Thu Van Tran / Thomas Ruff / Susan Weil
- 2018 Chen Wei / Ma Ke / Sophie Reinhold / David Claerbout / Toulu Hassani / Jan Merta / Thomas Zipp
- 2017 Karin Kneffel / Stephan Balkenhol / Helene Appel / Florian Süssmayr / Rodney Graham
- 2016 Candida Höfer / Anders Clausen / Janis Avotins / Alex Mirutziu / Flaka Haliti
- 2014 Lorena Herrera Rachid / Thomas Ruff / Candida Höfer / Goshka Macuga / Elger Esser / Florian Süssmayr
- 2012 Positions on Conceptual Art / Chen Wei / Goshka Macuga / Thomas Ruff
- 2010 Alex Mirutziu / Goshka Macuga / David Claerbout / Candida Höfer / Jan Merta
- 2008 John Knight / Goshka Macuga / Dan Graham, Jeppe Hein / Thomas Struth
- 2006 Elger Esser / Anri Sala / Stefan Balkenhol / Jan Merta / Thoms Zipp
- 2003 Thomas Ruff / Candida Höfer / David Claerbout / Elger Esser / Thomas Schütte
- 2001 Martin Creed, Anri Sala / Jeff Wall / Thomas Ruff / David Claerbout
- 1999 Martin Honert / Jenny Holzer, Michel Majerus / Liam Gillick, Blake Rayne / James Coleman
- 1998 Jeff Wall / Rodney Graham, Stephan Balkenhol / Thomas Ruff, Günther Förg / Dan Graham / On Kawara
- 1996 Simone Nieweg, Thomas Ruff, Thomas Struth / Stephan Balkenhol / Günther Förg
- 1994 Jeff Wall / Maria Anna Dewes, Judy Fox, Inez van Lamsweerde / Dan Graham, Rodney Graham, Jenny Holzer
- 1992 Raymond Pettibon / Nina Ahlers, Elke Denda / Hans-Peter Feldmann
- 1990 Rodney Graham, Ian Wallace / Candida Höfer, Michael Bach / Douglas Huebler / Katharina Fritsch, Thomas Ruff
- 1989 Jeff Wall, Ken Lum / Stephan Balkenhol / Thomas Ruff / John Knight / Günther Förg
- 1987 Sol LeWitt, Dan Graham, Aldo Rossi / Robert Barry, Rodney Graham, Lawrence Weiner / James Coleman
- 1985 Jeff Wall / Petra Wunderlich / Barbara Ess, Rodney Graham, Ken Lum
- 1983 Robert Mapplethorpe / Stephen Willats / Günther Förg / Ulrich Horndash
- 1981 Michael van Ofen / On Kawara / John Baldessari / Thomas Schütte / Jeff Wall / Thomas Ruff / Günter Fruhtrunk
- 1977 Daniel Buren / James Bishop / Robert Barry
- 1976 Gerhard Merz / Lawrence Weiner
- 1974 Carl Andre / Eugen Gomringer / Richard Nonas
- 1970 Arnulf Rainer / Raimer Jochims
- 1968 Konstruktivisten- und Bauhaus-Zeichnungen / Willi Baumeister[7]

Die Galerie Rüdiger Schöttle beteiligt sich an Kunstmessen weltweit, wie z. B. der Art Basel, der Art Basel Hong Kong, der Frieze Art Fair London oder der Art Cologne.